# Фёдорова-Гаврилюк, Александра Евгеньевна
Александра Евгеньевна Фёдорова-Гаврилюк, в девичестве — Гаврилюк (21 января 1936 года, село Толстолуг, Тарнопольское воеводство, Польша — 28 января 1998 года, село Толстолуг, Тернопольский район, Тернопольская область) — передовик сельскохозяйственного производства, звеньевая колхоза «Москва» Подволочисского района Тернопольской области. Герой Социалистического Труда (1965). Член ЦК КПУ (1966—1971).

## Биография
Родилась 21 января 1936 в крестьянской семье в селе Толстолуг Тарнопольского воеводства, Польша (сегодня — Тернопольский район Тернопольской области). Работала звеньевой колхоза «Москва» Подволочисского района. В 1961 году вступила в КПСС.
В 1965 году была удостоена звания Героя Социалистического Труда за высокий урожай сахарной свеклы.
После выхода на пенсию проживала в родном селе, где скончалась 28 января 1998 года.

## Награды
- Герой Социалистического Труда — указом Президиума Верховного Совета от 31 декабря 1965 года
- Орден Ленина